# Abílio Rodas de Sousa Ribas
Abílio Rodas de Sousa Ribas CSSp (* 2. Januar 1931 in Várzea do Soajo, Soajo; † 2. Februar 2025 in Braga) war ein portugiesischer römisch-katholischer Ordensgeistlicher und Bischof von São Tomé und Príncipe.

## Leben
Abílio Rodas de Sousa Ribas trat der Ordensgemeinschaft der Spiritaner bei und empfing am 21. September 1957 die Priesterweihe.
Papst Johannes Paul II. ernannte ihn am 3. Dezember 1984 zum Bischof von São Tomé und Príncipe. Die Bischofsweihe spendete ihm am 24. Februar 1985 der Erzbischof von Lubango, Alexandre Kardinal do Nascimento; Mitkonsekratoren waren Fortunato Baldelli, Apostolischer Pro-Nuntius in São Tomé und Príncipe, und Manuel Franklin da Costa, Erzbischof von Huambo.
Am 1. Dezember 2006 nahm Papst Benedikt XVI. sein aus Altersgründen vorgebrachtes Rücktrittsgesuch an. Er starb einen Monat nach seinem 94. Geburtstag in Braga.